# Elisabet von Essen
Ulla Jeannette Elisabet von Essen, född 2 februari 1861 i Agnetorps församling, Skaraborgs län, död 18 februari 1926 i Hovförsamlingen, Stockholms stad, var en svensk hovfröken.

## Biografi
Elisabet von Essen föddes 1861 på Tidholm. Hon var dotter till ryttmästaren Hans Henric von Essen och friherrinnan Ulla von Essen, född von Essen. von Essen var från 21 januari 1889 hovfröken hos änkehertiginnan Teresia av Dalarna. Hon fick 18 september 1897 utmärkelsen Konung Oscar II:s jubileumsminnestecken och 6 juni 1907 Konung Oscar II:s och Drottning Sofias guldbröllopsminnestecken. von Essen slutade 9 november 1914 som hovfröken när änkehertiginnan dog. Hon avled 1926 i Stockholm.